# فيرجينيا ويلز جونسون
فيرجينيا ويلز جونسون (بالإنجليزية: Virginia Wales Johnson)‏ (28 ديسمبر 1849 - 16 يناير 1916)؛ روائية أمريكية.